# Magnolia cubensis
Magnolia cubensis este o specie de plante din genul Magnolia, familia Magnoliaceae, descrisă de Ignatz Urban.

## Subspecii
Această specie cuprinde următoarele subspecii:
- M. c. acunae
- M. c. cacuminicola
- M. c. cubensis
- M. c. turquinensis